# Sauris nitidula
Sauris nitidula là một loài bướm đêm trong họ Geometridae.